# Nunzia Fumo
Nunzia Fumo (Frattamaggiore, Italia, 14 de agosto de 1913 - Nápoles, Italia, 17 de enero de 1992) fue una actriz italiana.

## Biografía
Hija de los actores Eugenio, fundador de la compañía de teatro Cafiero Fumo junto con Salvatore Cafiero, y Linda Moretti, hermana de la también actriz Nuccia y esposa del actor Fiorante (alias de Pasquale Malleo), Nunzia Fumo comenzó a frecuentar los escenarios desde niña.
Tras dedicarse principalmente al teatro en Italia y en el extranjero, actuando también junto a los hermanos Peppino y Eduardo De Filippo, fue redescubierta por el cine (en el que ya había interpretado algunos papeles) hacia el final de su carrera, a mediados de los años 80, junto con su hermana Nuccia, principalmente gracias a sus interpretaciones en las películas de Luciano De Crescenzo Così parlò Bellavista, Il mistero di Bellavista y 32 dicembre. Nunzia murió a los 78 años en 1992.

## Carrera

### Dramas televisivos de laRAI
- 'O presidente, dirigido por Nino Taranto, emitido el 20 de abril de 1956.
- Gli esami non finiscono mai de Eduardo De Filippo, dirigido por Eduardo De Filippo, emitido el 16 de enero de 1976.
- De Pretore Vincenzo de Eduardo De Filippo, dirigido por Eduardo De Filippo
- Peppino Girella de Eduardo De Filippo, guion de Eduardo De Filippo e Isabella Quarantotti De Filippo

### Filmografía
- Madonna delle rose, dirigida por Enzo Di Gianni (1953)
- Perfide ma... belle, dirigida por Giorgio Simonelli (1958)
- Anni ruggenti, dirigida por Luigi Zampa (1962)
- Parigi o cara, dirigida por Vittorio Caprioli (1962)
- Uno strano tipo, dirigida por Lucio Fulci (1963)
- Viaggio con Anita, dirigida por Mario Monicelli (1978)
- La pelle, dirigida por Liliana Cavani (1981)
- Nel segno del leone, dirigida por Mario Garbetta (1982)
- Così parlò Bellavista, dirigida por Luciano De Crescenzo (1984)
- Il mistero di Bellavista, dirigida por Luciano De Crescenzo (1985)
- La ballata di Eva, dirigida por Francesco Longo (1986)
- 32 dicembre, dirigida por Luciano De Crescenzo (1987)
- Se lo scopre Gargiulo, dirigida por Elvio Porta (1988)
- L'avaro, dirigida por Tonino Cervi (1990)
- La casa del sorriso, dirigida por Marco Ferreri (1990)